# Flughafen Chiayi

i7
i11
i13
| Jahr | Flugbe- wegungen | Passagiere | Fracht (in t) |
| ---- | ---------------- | ---------- | ------------- |
| 1976 | 374              | 22.652     | 77,2          |
| 1981 | 720              | 70.523     | 488,0         |
| 1986 | 706              | 67.254     | 310,5         |
| 1991 | 3.598            | 93.028     | 360,5         |
| 1996 | 23.854           | 1.002.069  | 84,6          |
| 2001 | 16.436           | 536.636    | 146,3         |
| 2005 | 9.318            | 348.092    | 481,0         |
| 2006 | 8.727            | 311.580    | 433,3         |
| 2007 | 5.255            | 152.630    | 339,4         |
| 2008 | 1.953            | 80.790     | 218,5         |
| 2009 | 2.331            | 93.758     | 217,4         |
| 2010 | 2.209            | 95.333     | 221,3         |
| 2011 | 2.281            | 99.866     | 216,8         |
| 2012 | 2.046            | 88.197     | 205,9         |
| 2013 | 1.686            | 77.892     | 195,9         |
| 2014 | 1.669            | 85.932     | 180,2         |
| 2015 | 1.574            | 77.981     | 167,1         |
| 2016 | 1.520            | 78.826     | 148,5         |

Der Flughafen Chiayi (chinesisch 嘉義航空站, Pinyin Jiāyì Hángkōngzhàn, IATA-Code: CYI, ICAO-Code: RCKU) ist ein Flughafen im Landkreis Chiayi in Taiwan (Republik China). Der Flughafen ist nach seiner Lage in der Landgemeinde Shuishang auch inoffiziell als Shuishang-Flughafen (chinesisch 水上機場, Pinyin Shuǐshàng Jīchǎng) bekannt.

## Geschichte
Ab dem 19. Mai 1976 begann die zivile Luftfahrt am bisher ausschließlich militärisch genutzten Flugfeld Chiayi.
Das Flughafenterminal nahm nach etwa einem Jahr Bauzeit am 1. Januar 1978 seinen Betrieb auf und erfuhr von Februar bis November 1995 eine Erweiterung. Das heutige Terminalgebäude umfasst eine Fläche von 1464 m². Das Flughafenvorfeld misst 11.900 m² und es gibt eine Start- und Landebahn mit den Abmessungen 3050 × 45 Metern.
Der Flughafen hat mit der benachbart gelegenen Luftwaffenbasis Chiayi eine gemeinsame Start- und Landebahn sowie eine gemeinsame Rollbahn. Auch der Hubschrauberlandeplatz, der eine Fläche von 10.815 m² und drei Hubschrauberparkplätze umfasst, wird gemeinsam genutzt.
Ab dem Jahr 1979 nahm Great China Airlines (大華航空, seit 1998 Teil von Uni Air) den Flugbetrieb mit den Flugzielen Taipeh und Magong  auf. Später kamen weitere Fluggesellschaften hinzu (China Airlines, TransAsia Airways, Far Eastern Air Transport, Formosa Airlines). Nachdem der Flughafen im Jahr 1996 die eine-Million-Passagiere-Marke überschritten hatte, wurde er zu einem „Klasse-C-Flughafen“ heraufgestuft. Einen entscheidenden Wendepunkt bildete die Eröffnung der Hochgeschwindigkeits-Zugverbindung im Jahr 2005/07 und die nach und nach verbesserten Eisenbahn- und Zugverbindungen in den Landkreis Chiayi. Beides führte dazu, dass sich die Reisedauer zwischen Chiayi und Taipeh per Bahn oder Kfz drastisch verkürzte und die Zahl der Flugpassagiere in Chiayi deutlich abnahm. Letztlich wurden die Flüge von Chiayi zu anderen Flughäfen auf der Insel Taiwan ganz eingestellt. Im Jahr 2016 wurden in Chiayi 78.826 Flugpassagiere gezählt. Am 17. Dezember 2012 genehmigte der Exekutiv-Yuan die Einrichtung von internationalen Charterflugverbindungen nach Chiayi.
Gelegentlich kam es in der Vergangenheit bei Zwischenfällen an der Luftwaffenbasis Chiayi auch zu Störungen des zivilen Flugverkehrs nach Chiayi.

## Fluggesellschaften und Verbindungen
Linienflüge gibt es derzeit ausschließlich durch Uni Air zu den außenliegenden Inseln nach Kinmen und Magong.

## Flugunfälle
Am 21. August 1990 stürzte eine Beechcraft 1900-1 der taiwanischen Luftwaffe (ROCAF) bei Dongshi (Yunlin) in ein Zuckerrohrfeld und ging in Flammen auf. Alle 18 Insassen kamen ums Leben. Die Unfallursache ist unbekannt.